# Castillo de Landshut
El castillo de Landshut es la ruina de un castillo en la cima de una colina en Bernkastel-Kues, en el Renania-Palatinado de Bernkastel-Wittlich .

## Localización geográfica

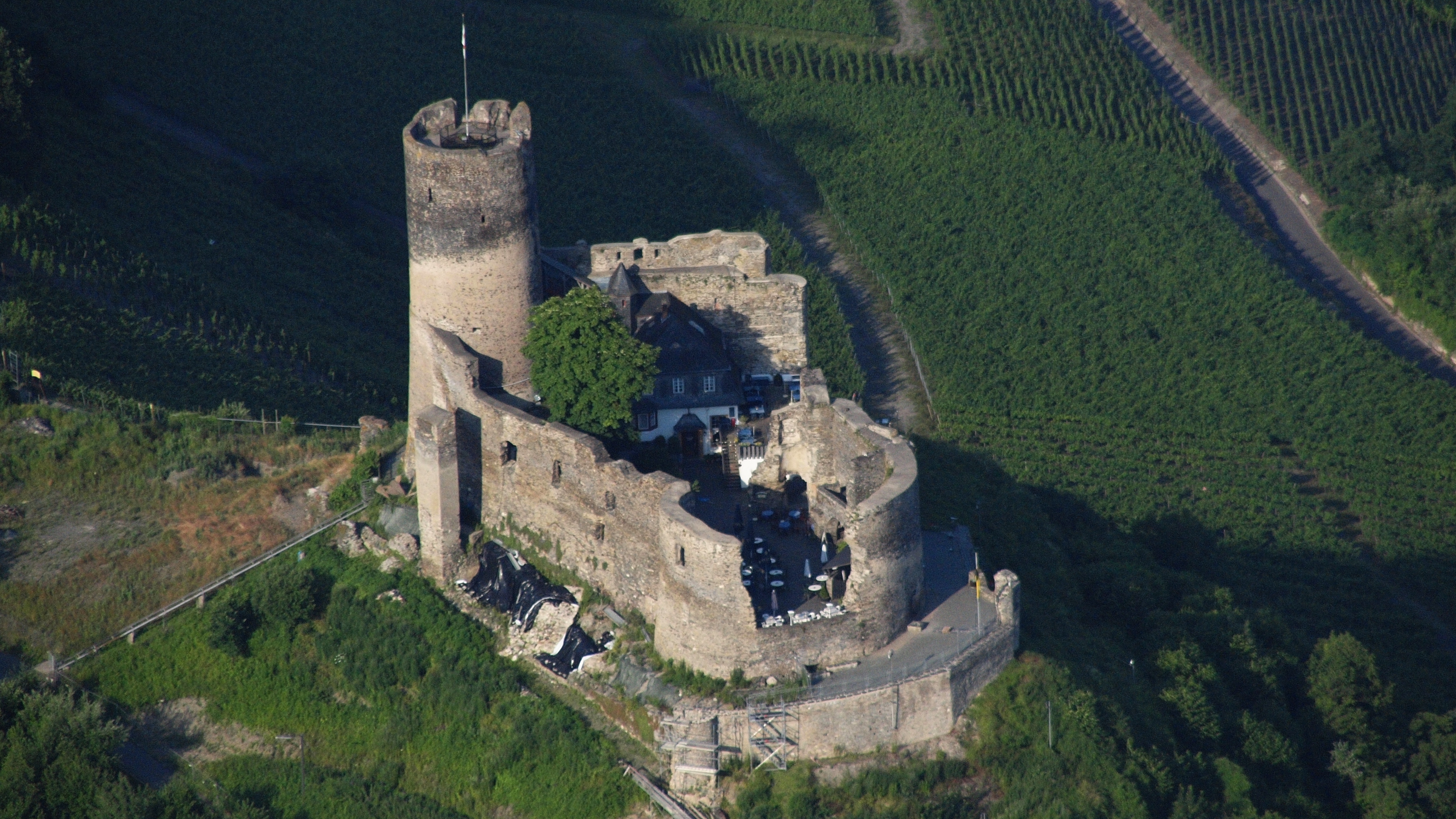
Castillo de Landshut, foto aérea (2013)

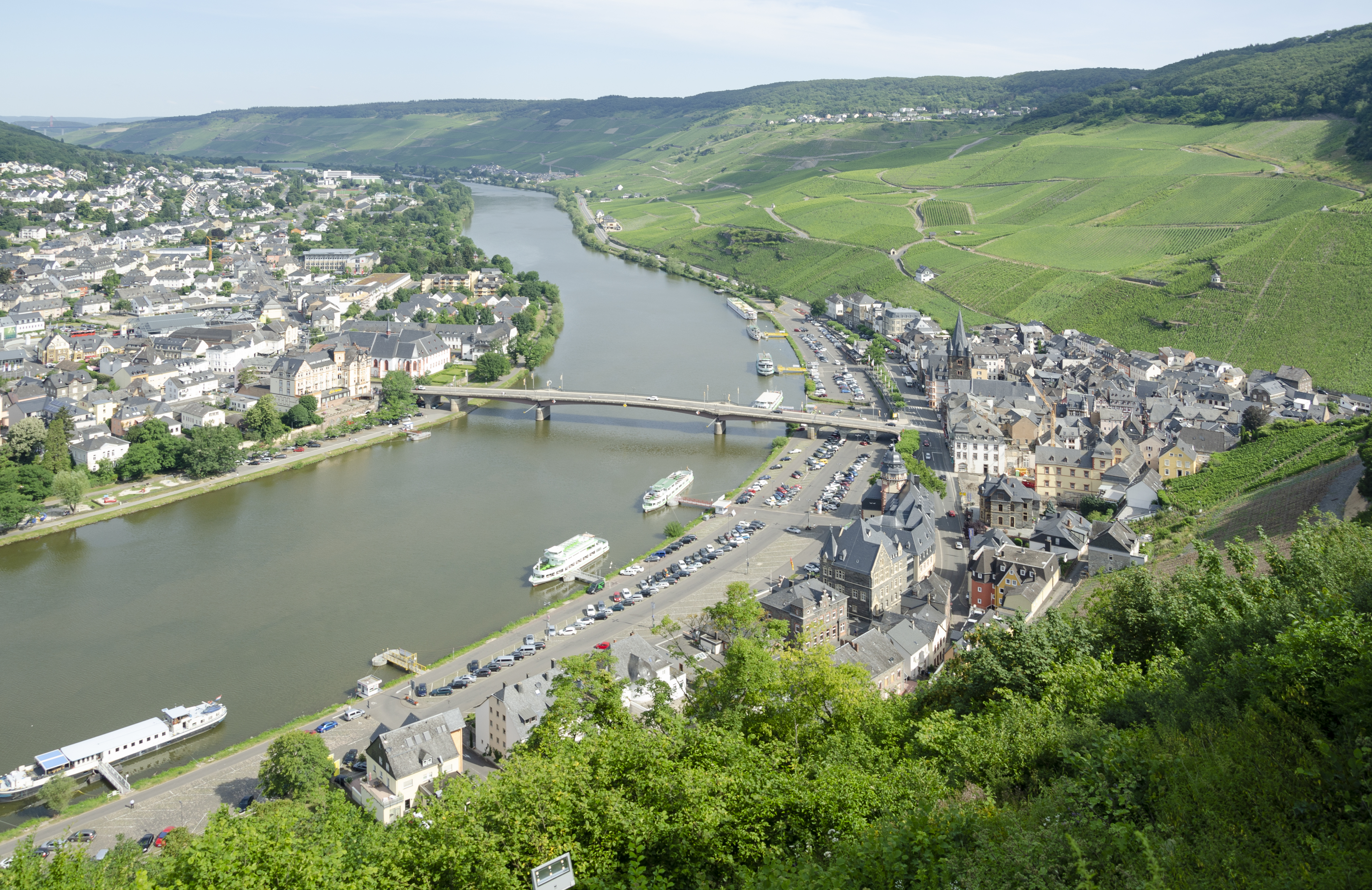
Vista desde el castillo de Landshut por el Mosela

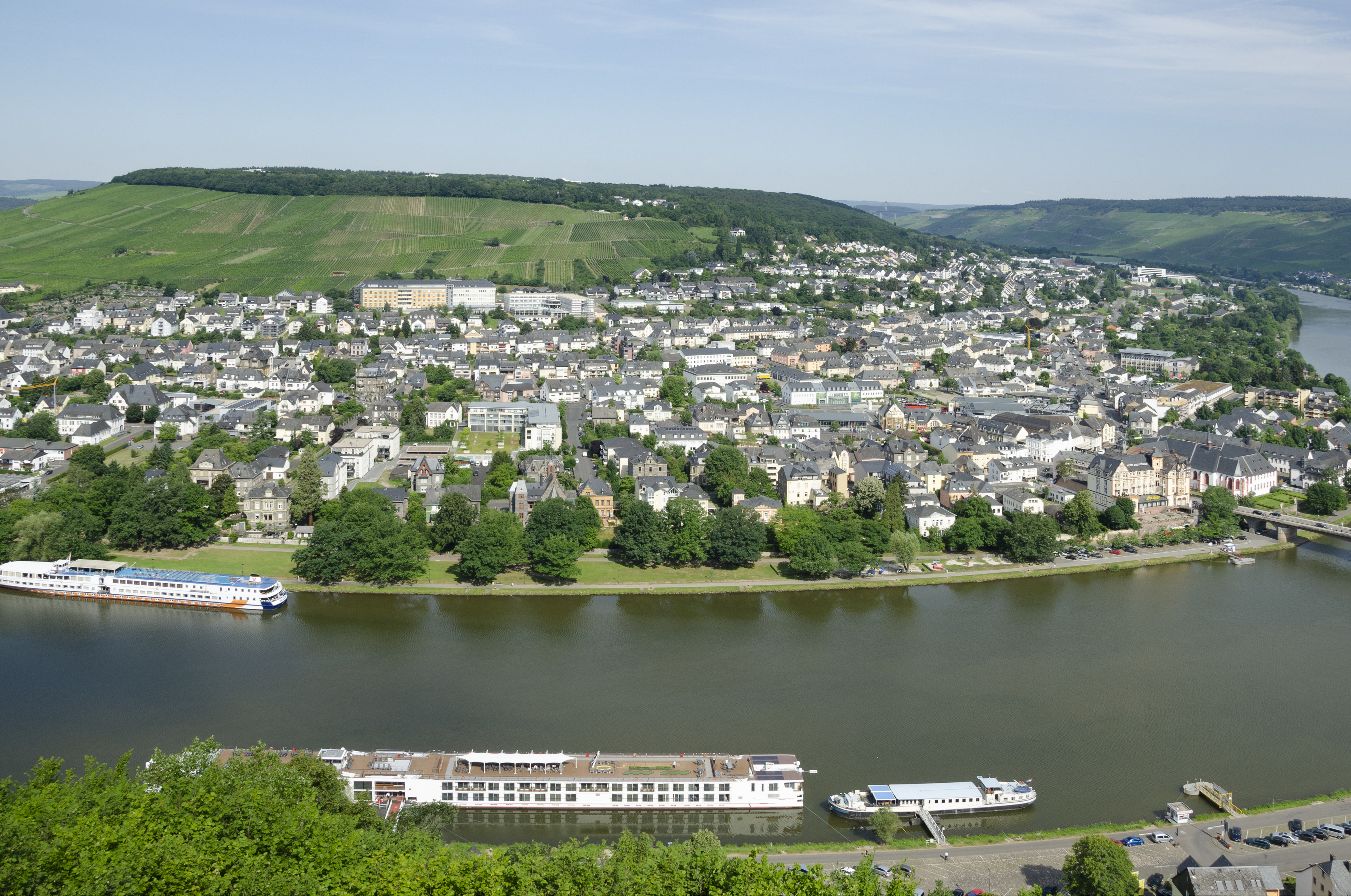
Vista desde el castillo de Landshut Mosela arriba

El castillo de Landshut está situado en la ladera occidental del Hunsrück, por encima de Bernkastel, un distrito de Bernkastel-Kues. Se encuentra en la montaña de Burgberg (montaña del castillo), a unos 235 m s.n.m., una estribación septentrional del monte Olimpo (415 m s.n.m.). El Mosela, que fluye hacia el castillo desde el suroeste, se curva en dirección noroeste por debajo del castillo (a unos 107 m s.n.m.). De este modo, los viajeros que suben y bajan por el Mosela pueden ver aparecer el castillo en el horizonte desde lejos.

## Historia
En el siglo IV, en el emplazamiento del posterior castillo de Landshut, se ubicó un fuerte tardoromano para asegurar los suministros militares a lo largo del Mosela hasta la frontera del Imperio Romano en el Rin. El complejo rectangular tiene un perímetro de 60 m por 30 m con muros de 1,8 m de grosor hechos de piedras de cuarcita. El complejo estaba reforzado por seis o siete torres, cada una de las cuales tenía una circunferencia de 6 m por 6 m.
El castillo en la cima de la colina que ahora se levanta sobre los cimientos de las fortificaciones romanas fue construido a finales del siglo XIII por el arzobispo de Tréveris, Heinrich von Finstingen. Según fuentes escritas, hacia el año 1000 ya existía un castillo de Bernkastel. Otro castillo de los condes de Blieskastell está atestiguado en el siglo XII y fue destruido por el arzobispo de Tréveris.
Tras la muerte de los condes de Blieskastel, sus herederos, los condes de Salm, vendieron el castillo y la alcaldía a Kurtrier en 1280. En 1505, el castillo de Kurtrier fue denominado por primera vez "Landshut". Era la sede de un alguacil que administraba la oficina de Tréveris del mismo nombre. El 8 de enero de 1692, Landshut fue destruido por un desafortunado incendio y nunca se reconstruyó. Desde 1920 es propiedad de la ciudad. La ruina se utiliza como posada y lugar de descanso. El torreón ofrece una vista del valle del Mosela. Durante los trabajos rutinarios de mantenimiento en 2012, se descubrieron restos que podrían datar del siglo V o VI. Es posiblemente uno de los castillos más antiguos del valle del Mosela.